# Ilia Mikheïev
Ilia Andreïevitch Mikheïev - en russe : Илья Андреевич Михеев et en anglais : Ilya Mikheyev - (né le 10 octobre 1994 à Omsk en Russie) est un joueur professionnel russe de hockey sur glace. Il évolue au poste d'attaquant.

## Biographie

### Carrière en club
Formé à l'Avangard Omsk, il débute dans la ligue junior russe, la MHL en 2012. Avec les Omskie Iastreby il remporte la Coupe Kharlamov 2013. Lors de la saison 2013-2014, il joue se premiers matchs en senior avec le Iermak Angarsk dans la VHL, le deuxième niveau russe. En 2015, il débute dans la KHL. L'Avangard s'incline en finale de la Coupe Gagarine 2019 face au HK CSKA Moscou. Le 6 mai 2019, le jour où Mikheïev est retranché du camp d'entraînement de l'équipe nationale de Russie pour le championnat du monde 2019, les Maple Leafs de Toronto annoncent la signature de l'attaquant pour une saison. Le 2 octobre 2019, il joue son premier match dans la Ligue nationale de hockey et marque son premier but et sa première assistance face aux Sénateurs d'Ottawa.
Le 27 décembre 2019, il doit subir une opération pour réparer une artère et des tendons du poignet gauche après avoir été coupé involontairement par le patin de Jesper Bratt lors d'un match contre les Devils du New Jersey.
Le 13 juillet 2022, il signe un contrat de quatre saisons avec les Canucks de Vancouver d'une valeur de 19 millions de dollars.
Sa saison 2022-2023 se termine prématurément en fin janvier 2023 sur blessure. Victime d'une rupture du ligament croisé antérieur du genou gauche survenue le 25 septembre 2022, il est obligé de se faire opérer du genou en cours de saison.
Le 26 juin 2024, il est échangé avec Sam Lafferty, un choix de deuxième tour au repêchage d'entrée dans la LNH 2027 aux Blackhawks de Chicago en retour d'un choix de quatrième tour repêchage 2027.

### Carrière internationale
Il représente la Russie au niveau international.

## Statistiques

### En club
| Saison     | Équipe                 | Ligue      |     | Saison régulière | Saison régulière | Saison régulière | Saison régulière | Saison régulière |   | Séries éliminatoires | Séries éliminatoires | Séries éliminatoires | Séries éliminatoires | Séries éliminatoires |
| Saison     | Équipe                 | Ligue      | PJ  | B                | A                | Pts              | Pun              | PJ               | B | A                    | Pts                  | Pun                  |                      |                      |
| 2012-2013  | Omskie Iastreby        | MHL        | 52  | 13               | 18               | 31               | 2                | 12               | 1 | 3                    | 4                    | 0                    |                      |                      |
| 2012-2013  | Iastreby Omsk          | MHL B      | 5   | 2                | 4                | 6                | 0                | -                | - | -                    | -                    | -                    |                      |                      |
| 2013-2014  | Omskie Iastreby        | MHL        | 56  | 34               | 37               | 71               | 12               | 14               | 4 | 5                    | 9                    | 6                    |                      |                      |
| 2013-2014  | Iermak Angarsk         | VHL        | 3   | 0                | 2                | 2                | 0                | -                | - | -                    | -                    | -                    |                      |                      |
| 2014-2015  | Sokol Krasnoïarsk      | VHL        | 49  | 7                | 9                | 16               | 8                | -                | - | -                    | -                    | -                    |                      |                      |
| 2014-2015  | Avangard Omsk          | KHL        | -   | -                | -                | -                | -                | 2                | 0 | 0                    | 0                    | 0                    |                      |                      |
| 2014-2015  | Omskie Iastreby        | MHL        | -   | -                | -                | -                | -                | 5                | 4 | 1                    | 5                    | 0                    |                      |                      |
| 2015-2016  | Avangard Omsk          | KHL        | 52  | 8                | 10               | 18               | 16               | 10               | 0 | 1                    | 1                    | 2                    |                      |                      |
| 2016-2017  | Avangard Omsk          | KHL        | 56  | 12               | 9                | 21               | 10               | 12               | 2 | 3                    | 5                    | 2                    |                      |                      |
| 2016-2017  | Saryarka Karaganda     | VHL        | -   | -                | -                | -                | -                | 1                | 0 | 1                    | 1                    | 0                    |                      |                      |
| 2017-2018  | Avangard Omsk          | KHL        | 54  | 19               | 19               | 38               | 6                | 7                | 0 | 2                    | 2                    | 0                    |                      |                      |
| 2018-2019  | Avangard Omsk          | KHL        | 62  | 23               | 22               | 45               | 8                | 13               | 4 | 7                    | 11                   | 4                    |                      |                      |
| 2019-2020  | Maple Leafs de Toronto | LNH        | 39  | 8                | 15               | 23               | 4                | 5                | 0 | 0                    | 0                    | 0                    |                      |                      |
| 2020-2021  | Maple Leafs de Toronto | LNH        | 54  | 7                | 10               | 17               | 6                | 7                | 0 | 0                    | 0                    | 0                    |                      |                      |
| 2021-2022  | Maple Leafs de Toronto | LNH        | 53  | 21               | 11               | 32               | 26               | 7                | 2 | 2                    | 4                    | 6                    |                      |                      |
| 2022-2023  | Canucks de Vancouver   | LNH        | 46  | 13               | 15               | 28               | 2                | -                | - | -                    | -                    | -                    |                      |                      |
| 2023-2024  | Canucks de Vancouver   | LNH        | 78  | 11               | 20               | 31               | 4                | 11               | 0 | 0                    | 0                    | 0                    |                      |                      |
| Totaux LNH | Totaux LNH             | Totaux LNH | 270 | 60               | 71               | 131              | 42               | 30               | 2 | 2                    | 4                    | 6                    |                      |                      |

### En équipe nationale
| Année | Compétition          |   | PJ | B | A | Pts | Pun | +/-           |  | Résultat |
| 2018  | Championnat du monde | 8 | 3  | 1 | 4 | 0   | +4  | Sixième place |  |          |